# Coppa dell'Atlantico
La Coppa dell'Atlantico (sp. Copa del Atlántico, pt. Taça do Atlântico) è stata una competizione calcistica internazionale organizzata a cadenza irregolare tra il 1956 e il 1976 dalle federazioni di Brasile, Argentina e Uruguay; dal 1960 si aggiunse anche il Paraguay. Svoltasi in tre edizioni (1956, 1960 e 1976), la manifestazione è sempre stata appannaggio del Brasile, che si è aggiudicata tutti i trofei. L'edizione 1956 fu affiancata da una competizione analoga destinata alle squadre di club, la cui finale (Boca Juniors - Corinthians) non fu però mai disputata.

## Albo d'oro
| Anno | Classifica | Classifica    | Classifica  | Classifica   |
| Anno | Vincitore  | Secondo posto | Terzo posto | Quarto posto |
| ---- | ---------- | ------------- | ----------- | ------------ |
| 1956 | Brasile    | Argentina     | Uruguay     | -            |
| 1960 | Brasile    | Argentina     | Uruguay     | Paraguay     |
| 1976 | Brasile    | Argentina     | Paraguay    | Uruguay      |